# Oldenborg Slot
Oldenborg Slot (tysk: Schloss Oldenburg) er et slot i den tyske by Oldenburg, der indtil 1918 var residens for Storhertugen af Oldenborg, og før det, grevene af Grevskabet Oldenborg.

## Slottet som residens
Den ældste del af slottet tjente mellem 1607-1667 som residens for det Grev Anton Günther af Oldenborg (1583-1667). Han døde uden at efterlade sig nogle legitime arvinger, hvorfor den største del af hans territorium overgik til den danske konge. Herefter var slottet embedebolig for den danske konges guvernør.
I 1773 overtog fyrstehuset Slesvig-Holsten-Gottorp slottet, efter "Hertugdømmet Oldenborg" var blevet oprettet samme år. Slottet blev derefter igen residensbolig, og havde denne egenskab indtil 1860. Dette år flyttede Storhertug Peter 2. (1827-1900) til det nærliggende Prinzenpalais.
Slottet blev igen residens for Storhertugdømmet Oldenborg i 1894, da den senere Storhertug Frederick Augustus 2. (1852-1931) flyttede ind på slottet. Han var den sidste royale, som havde slottet som residens. Optil Novemberrevolutionen i 1918, valgte Frederick 2. at abdicere den 11. november 1918 og flytte til det nærliggende Rastede Slot, hvor han blev indtil sin død i 1931. Mellem 1919-20 lå slottet ubrugt hen, indtil regeringen i Fristaten Oldenborg i 1920 besluttede at oprette et Landsmuseum, der åbnede for offentligheden 1923.
53°8′16″N 8°13′0″Ø / 53.13778°N 8.21667°Ø